# Kaukasischer Schlammtaucher
Der Kaukasische Schlammtaucher (Pelodytes caucasicus) ist ein im Kaukasus verbreiteter, zierlicher Froschlurch und bildet eine von sechs Arten der Gattung Schlammtaucher (Pelodytes). Aus dieser wiederum besteht ausschließlich die Familie Pelodytidae.

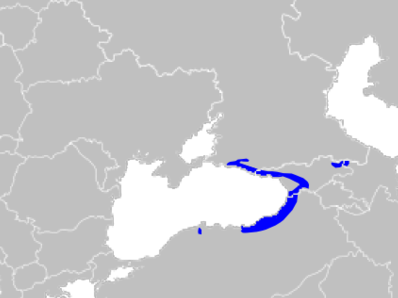
Verbreitungsgebiet des Kaukasischen Schlammtauchers

## Merkmale
Körperlänge bis zu 6 cm. Der Rücken ist bei den Männchen zur Paarungszeit hell- bis mittelbraun gefärbt, der Bauch weißlich oder cremefarben mit unregelmäßigen hellen Flecken. Die Weibchen haben einen rötlich-braunen Rücken mit einem hellen, kreuzförmigen Fleck. Der Bauch ist im hinteren Teil gelblich getönt. Bei Helligkeit haben die Tiere senkrecht-ovale Pupillen. Der Körper ist abgeflacht und auf dem Rücken verlaufen meist in parallelen Längsstreifen angeordnete Warzen. Die Schwimmhäute an den Zehen sind nur als schmale Säume ausgebildet. Die Larven werden bis zu 6,7 cm lang. Der Laich besteht aus mehreren kurzen (6 bis 13 cm langen) wurstförmigen Gallertmassen, in welcher die Eier unregelmäßig angeordnet sind und die um Pflanzenstängel oder Äste geheftet werden.

## Verbreitung
Vom westlichen Teil des Kaukasus entlang der östlichen Schwarzmeerregion bis in den nordöstlichsten Zipfel der Türkei.

## Lebensraum
Von Meeresspiegelhöhe bis in der nordöstlichen Türkei 1900 m über NN. Vorwiegend in dunklen, feuchten Nadel- und Mischwäldern der Gebirge. Die Art meidet Gebiete mit unter 1000 mm Jahresniederschlag. Als Laichgewässer dienen schattige, oft langsam durchströmte Tümpel und Weiher mit klarem Wasser, die in unmittelbarer Nähe der Bergbäche liegen. Manchmal wird auch in kleinen Pfützen abgelaicht.

## Lebensweise
Die Winterruhe dauert von November bis März. Anschließend suchen die geschlechtsreifen Tiere die Laichgewässer auf. Die Paarungsrufe der Männchen sind kurze, knarrende Rufe, von denen zwei, meistens aber drei rhythmisch aufeinander folgen. Die Männchen rufen meistens zu Beginn der Nacht. Die Fortpflanzungsperiode beginnt spät, oft erst im Juni, und dauert bis August/September. Ein Weibchen legt pro Saison bis zu 1000 Eier. Die Larven überwintern oft, sofern sie sich nicht bis zum Winter fertig entwickelt haben.
Die Nahrung des Kaukasischen Schlammtauchers besteht vorwiegend aus Insekten, insbesondere Käfern. Daneben werden Schnecken, Regenwürmer und Spinnen erbeutet. Feinde sind unter anderem die Ringelnatter oder Wasserspitzmaus, die Larven werden von Bandmolchen und Forellen gefressen.

## Gefährdung
Die Art ist nicht gefährdet. Auf der Südabdachung des Kaukasus ist sie lokal häufig, auf der Nordseite dagegen seltener. Insgesamt ist sie im Nordkaukasus häufiger als in Transkaukasien.